# Viðareiði
Viðareiði is een dorp dat behoort tot de gemeente Viðareiðis kommuna in het noorden van het eiland Viðoy op de Faeröer. De naam Viðareiði betekent Houtlandengte in het Faeröers. Het dorp heeft 347 inwoners. De postcode is FO-740. Er staat een kerkje, dat dateert uit 1892. Weg 70 loopt vanuit Viðareiði over een dam naar Klaksvík op het naburige eiland Borðoy.

## Externe link

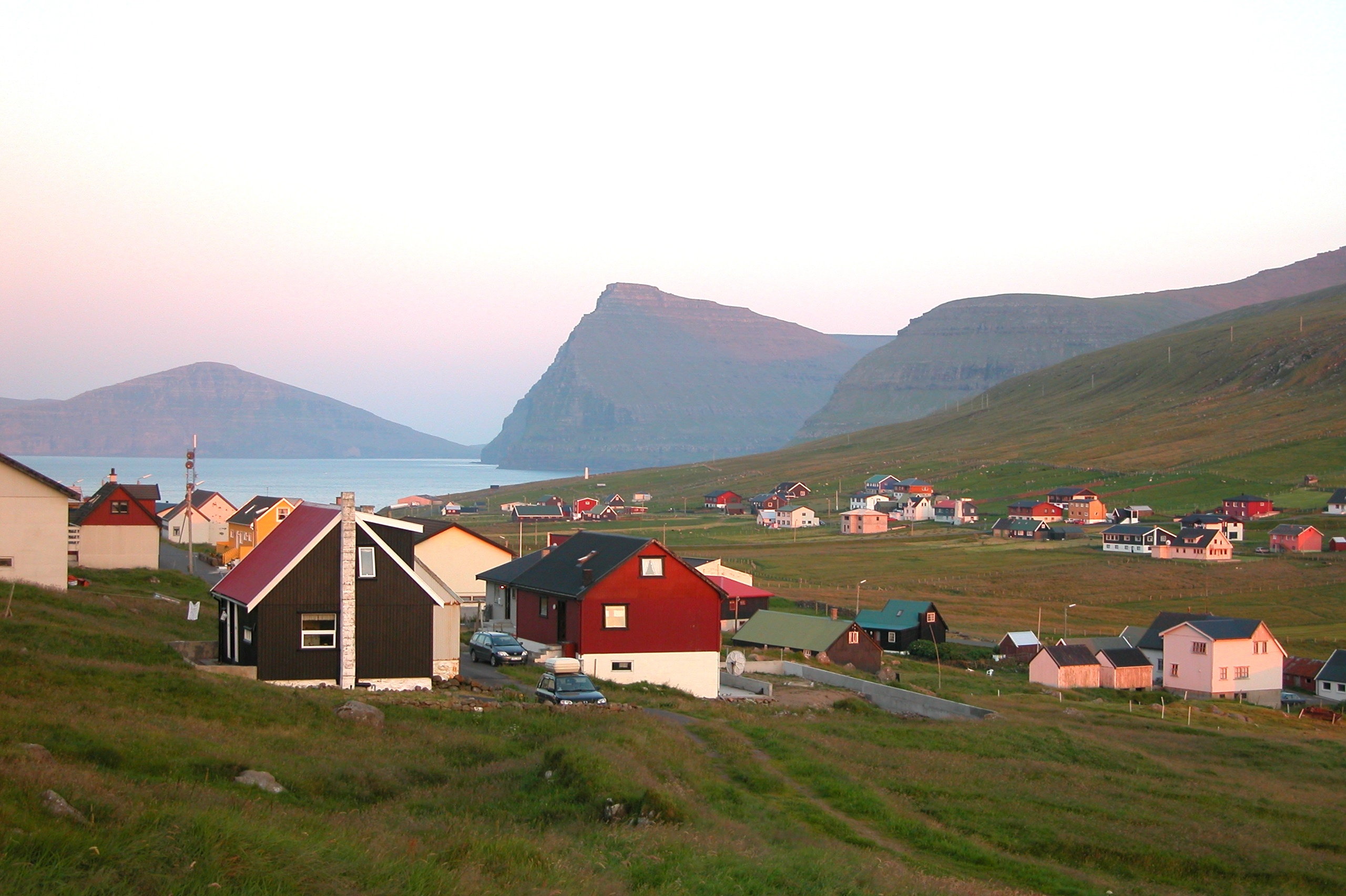
Viðareiði

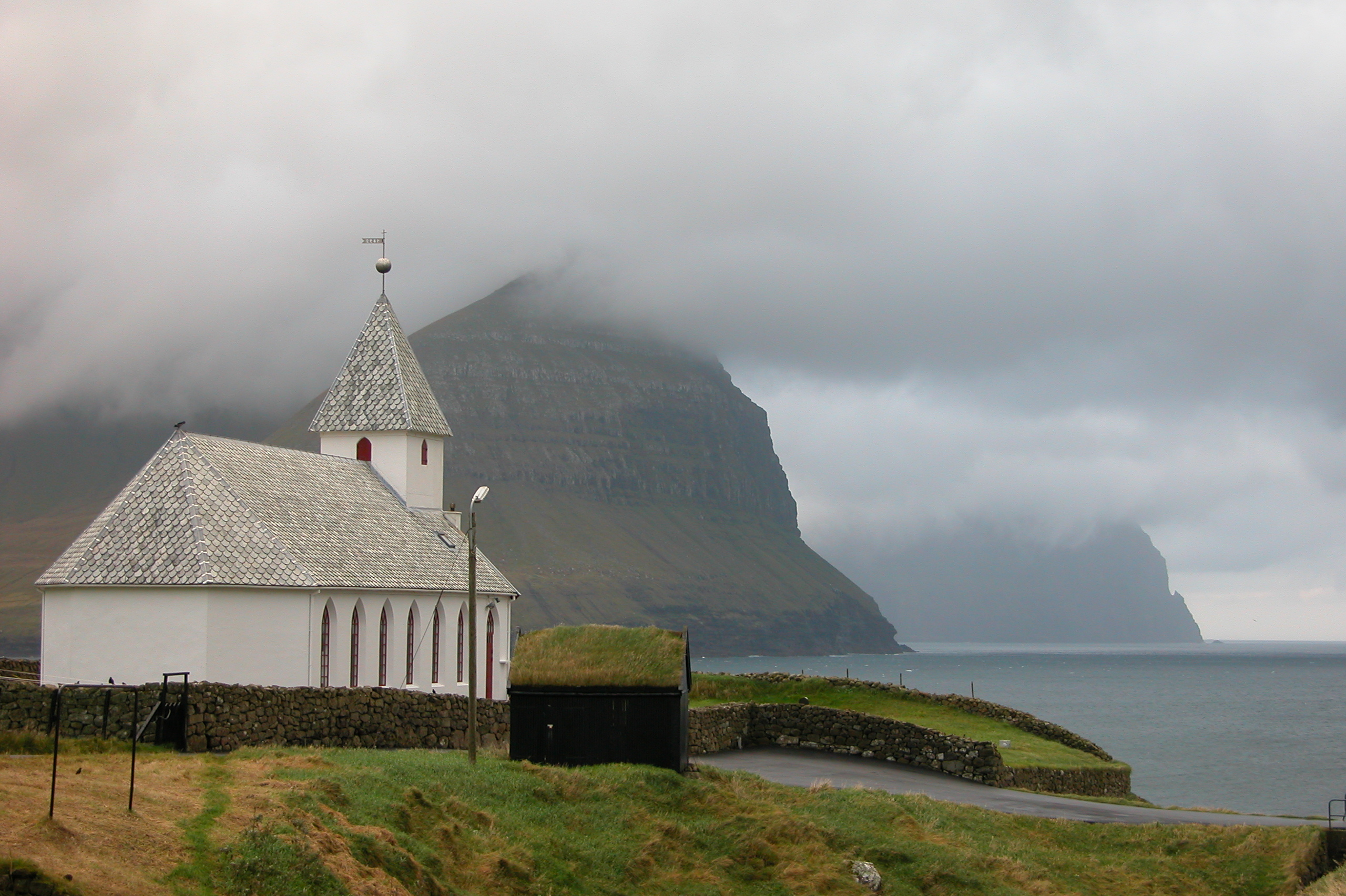
Kerk en kliffen